# Wade Boteler
Wade Boteler est un acteur américain, né le 3 octobre 1888, à Santa Ana, en Californie, mort le 7 mai 1943 à Hollywood. Il jouait souvent des rôles d'inspecteur de police.

## Biographie

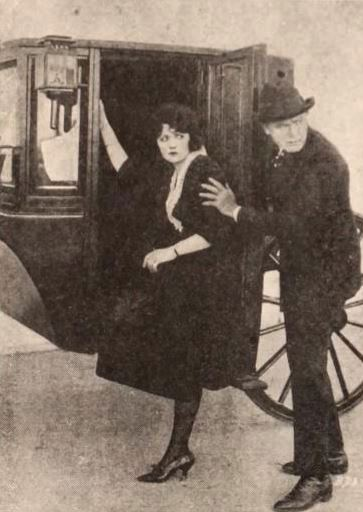
Bebe Daniels et Wade Boteler dans She Couldn't Help It (1920).

## Filmographie partielle
- 1919 : La Permission de Teddy (23 1/2 Hours' Leave) de Henry King
- 1919 : Un jeune homme trop rangé (A Very Good Young Man) de Donald Crisp
- 1920 : She Couldn't Help It  de Maurice S. Campbell
- 1920 : The False Road de Fred Niblo
- 1921 : Blind Hearts de Rowland V. Lee
- 1921 : One Man in a Million de George Beban
- 1923 : Le Roi de l'air (Going Up) de Lloyd Ingraham
- 1925 : Destruction ! (Havoc) de Rowland V. Lee
- 1925 : Introduce Me de George J. Crone
- 1925 : The Last Edition d'Emory Johnson
- 1925 : Winds of Chance de Frank Lloyd
- 1925 : La Merveilleuse Aventure (Marriage in Transit) de Roy William Neill
- 1925 : Seven Keys to Baldpate de Fred C. Newmeyer
- 1926 : Chasseurs, sachez chasser ! (Hold That Lion!) de William Beaudine
- 1927 : Quelle averse ! (Let It Rain) d'Edward F. Cline
- 1927 : Soft Cushions d'Edward F. Cline
- 1928 : A Woman Against the World
- 1928 : The Crash de Edward F. Cline
- 1928 : Sporting Goods de Malcolm St. Clair
- 1928 : Pan dans le mille (Warming Up) de Fred C. Newmeyer
- 1928 : Let 'Er Go Gallegher d'Elmer Clifton
- 1929 : Big News de Gregory La Cava
- 1929 : Harmonie (Close Harmony) de John Cromwell et A. Edward Sutherland
- 1929 : Au-delà du devoir (The Leatherneck) de Howard Higgin
- 1929 : L'Escadre volante (The Flying Fleet) de George William Hill
- 1929 : Navy Blues de Clarence Brown
- 1929 : Midnight Daddies de Mack Sennett
- 1930 : La Fille sans dieu (The Godless Girl) de Cecil B. DeMille
- 1930 : Top Speed de Mervyn LeRoy
- 1930 : The Way of All Men de Frank Lloyd
- 1930 : Désemparé (Derelict) de Rowland V. Lee
- 1931 : Le Désert rouge (The Painted Desert) de Howard Higgin
- 1931 : Vingt-quatre Heures de Marion Gering
- 1931 : Kick In de Richard Wallace
- 1932 : Hors-bord C-67 (Speed Demon) de D. Ross Lederman
- 1932 : Tête brûlée (Airmail) de John Ford
- 1932 : Dans la nuit des pagodes (The Son-Daughter) de Clarence Brown
- 1932 : Speed Madness de George Crone
- 1932 : L'Oiseau de paradis (Bird of Paradise) de King Vidor
- 1932 : Fireman, Save My Child de Lloyd Bacon
- 1932 : Manhattan Tower de Frank R. Strayer
- 1933 : The Death Kiss d'Edwin L. Marin
- 1934 : Les Amants fugitifs (Fugitive Lovers) de Richard Boleslawski
- 1934 : Le Cabochard (The St. Louis Kid) de Ray Enright
- 1934 : La Femme la plus riche du monde (The Richest Girl in the World) de William A. Seiter
- 1935 : L'Enfant de la forêt (Freckles) d'Edward Killy et William Hamilton
- 1935 : On a volé les perles Koronoff (Whipsaw) de Sam Wood
- 1935 : Romance in Manhattan de Stephen Roberts
- 1935 : Tempête au cirque (O'Shaughnessy's Boy) de Richard Boleslawski
- 1935 : Je veux être une lady (Goin' to Town) d'Alexander Hall
- 1935 : Émeutes (Frisco Kid) de Lloyd Bacon
- 1936 : La Loi du plus fort (Riffraff) de J. Walter Ruben
- 1936 : The President's Mystery de Phil Rosen
- 1935 : Streamline Express de Leonard Fields
- 1936 : Carolyn veut divorcer (The Bride Walks Out) de Leigh Jason
- 1936 : Charlie Chan at the Circus d'Harry Lachman : Lieutenant Macy
- 1938 : Un amour de gosse (Little Miss Roughneck) d'Aubrey Scotto
- 1938 : Le Retour de Billy the Kid (Billy the Kid Returns) de Joseph Kane
- 1938 : Fantômes en croisière (Topper Takes a Trip)  de Norman Z. McLeod
- 1938 : L'Ange impur (The Shopworn Angel) de H.C. Potter
- 1939 : Le Gangster espion (Television Spy) d'Edward Dmytryk
- 1939 : Les Maîtres de la mer (Rulers of the Sea) de Frank Lloyd
- 1939 : Chantage (Blackmail) de H. C. Potter
- 1939 : En surveillance spéciale (Invisible Stripes de Lloyd Bacon
- 1940 : High School de George Nichols Jr.
- 1940 : Howard le révolté (The Howards of Virginia) de Frank Lloyd
- 1940 : Les Déracinés (Three Faces West) de Bernard Vorhaus
- 1940 : Les Gangsters du Texas (Under Texas Skies ) de George Sherman
- 1940 : Three Cheers for the Irish de Lloyd Bacon
- 1940 : Chanson d'avril (Spring Parade) de Henry Koster
- 1941 : Kathleen de Harold S. Bucquet
- 1942 : Clair de lune à La Havane (Moonlight in Havana) d'Anthony Mann
- 1942 : Blue, White and Perfect de Herbert I. Leeds
- 1943 : Deux Nigauds dans le foin (It Ain't Hay) d'Erle C. Kenton
- 1943 : The Good Fellows de Jo Graham